# Mayatrichia ponta
Mayatrichia ponta är en nattsländeart som beskrevs av Ross 1944. Mayatrichia ponta ingår i släktet Mayatrichia och familjen smånattsländor. Inga underarter finns listade i Catalogue of Life.